# ROKS Gangwon (FFG-815)
Pour les articles homonymes, voir ROKS Gangwon.
Le ROKS Gangwon (FFG-815) est une frégate de la marine de la république de Corée, le quatrième navire de la classe Incheon. Il est nommé d’après la province de Gangwon.

## Conception
Au début des années 1990, le plan du gouvernement sud-coréen pour la construction de navires côtiers de prochaine génération, nommé « Frégate 2000 », a été abandonné en raison de la crise financière asiatique de 1997. Mais avec le démantèlement des destroyers de classe Gearing et la flotte vieillissante de frégates de classe Ulsan, le plan a été relancé sous le nom de Future Frigate eXperimental (FFX) au début des années 2000.
La marine de la république de Corée voulait initialement vingt-quatre frégates de 3000 tonnes pour remplacer la flotte côtière de classes Ulsan, Pohang et Donghae, composée de 37 navires. Il a ensuite été décidé que six navires de 2700 tonnes seraient construits pour le premier lot. En 2008, les plans ont été revus à la baisse avec des navires de 2300 tonnes lorsque le président Lee Myung-bak a pris ses fonctions, le nombre de navires pour le premier lot étant tombé à six. 8 navires sont prévus pour le deuxième lot de FFX avec l’objectif final de 20 à 22 frégates.

## Carrière
Le ROKS Gangwon a été construit par STX Offshore & Shipbuilding, lancé le 12 août 2014  et mis en service le 6 janvier 2016.
En septembre 2022, le ROKS Gangwon a participé à l’exercice de contre-opérations spéciales maritimes (MCSOFEX) entre la marine de la république de Corée et la marine américaine, qui s’est déroulé à l’est de la péninsule coréenne afin de renforcer l’interopérabilité et la formation de deux marines. Les États-Unis mènent régulièrement des opérations dans les eaux autour de la république de Corée pour effectuer des manœuvres maritimes, renforcer l’alliance entre les États-Unis et la république de Corée et améliorer la sécurité régionale. La marine américaine était représentée par le Ronald Reagan Carrier Strike Group (CSG) 5 avec le porte-avions USS Ronald Reagan (CVN-76), l'USS Benfold (DDG-65) et l'USS Chancellorsville (CG-62). La marine de la république de Corée (ROKN) avait envoyé, outre le ROKS Gangwon, les navires ROKS Gwanggaeto le Grand (DDH-971) et ROKS Munmu le Grand (DDH-976).